# Ons Kookboek
Ons Kookboek is een Vlaams kookboek, dat wordt gezien als de moeder van alle Vlaamse kookboeken (de bijbel van de Vlaamse kookboeken) met recepten, tips en achtergrondinformatie over de producten die handig kunnen zijn in de keuken.

## Geschiedenis
In 1927 kwam de eerste uitgave als handleiding van 158 pagina's bij de cursus Koken en voeding van de Boerinnenbond, met recepten van producten die op het boerenland werden verbouwd.
Door de jaren heen is dit gegroeid tot een kookboek van meer dan duizend pagina's, dat nog steeds wordt bijgewerkt aan de producten van deze tijd. Tegenwoordig is het boek geïllustreerd met 102 kleurenfoto's.
Sinds het begin zijn er 2,5 miljoen exemplaren van verkocht, waardoor het het meest verkochte Vlaamse kookboek is.

## Erkenning
- 2006: laureaat van de Vlaamse Cultuurprijs voor Smaakcultuur.